# Тонконог жестколистный
Тонконо́г жестколи́стный, или Келе́рия жестколи́стная (лат. Koelēria sclerophȳlla) — многолетнее травянистое растение, вид рода Тонконог (Koeleria) семейства Злаки (Poaceae). Включён в Красную Книгу России.
По данным The Plant List на 2013 год, название Koeleria sclerophylla P.A.Smirn. является синонимом действительного вида Koeleria macrantha (Ledeb.) Schult. — Тонконог жёстколистный, или Тонконог сибирский, или Тонконог токийский.

## Ареал и среда обитания
Эндемичный вид флоры Среднего Поволжья, Заволжья и Приуралья. Как правило для роста выбирает верхние задернованные площадки а так же ложбины склонов меловых обнажений.

## Описание
Многолетние растение. Высотой от 30 до 50 см. Плотнодерновитый. Генеративные побеги с узколинейными листьями до 2,5—3 мм шириной, голые, только под метёлкой тонкопушистые. Влагалища стеблевых листьев голые.
Листья вегетативных побегов плоские, сизые, твёрдые, острошероховатые, шириной от 2 до 3,5 мм и длиной от 15 до 25 см. Метёлки длиной от 7 до 10 см, цилиндрические, в нижней части слегка расставленные.
Колосья 6—7 мм длиной, на коротких ножках. Верхняя колосковая чешуя немного короче нижней. Нижняя колосковая чешуя заострённая.
Размножается семенами.

## Охрана
Помимо включения в Красную книгу России и Казахстана внесён в Красные книги следующих субъектов РФ: Башкортостан, Волгоградская область, Оренбургская область, Самарская область, Саратовская область, Республика Татарстан, Ульяновская область, Челябинская область.